# XI kadencja austriackiej Rady Państwa

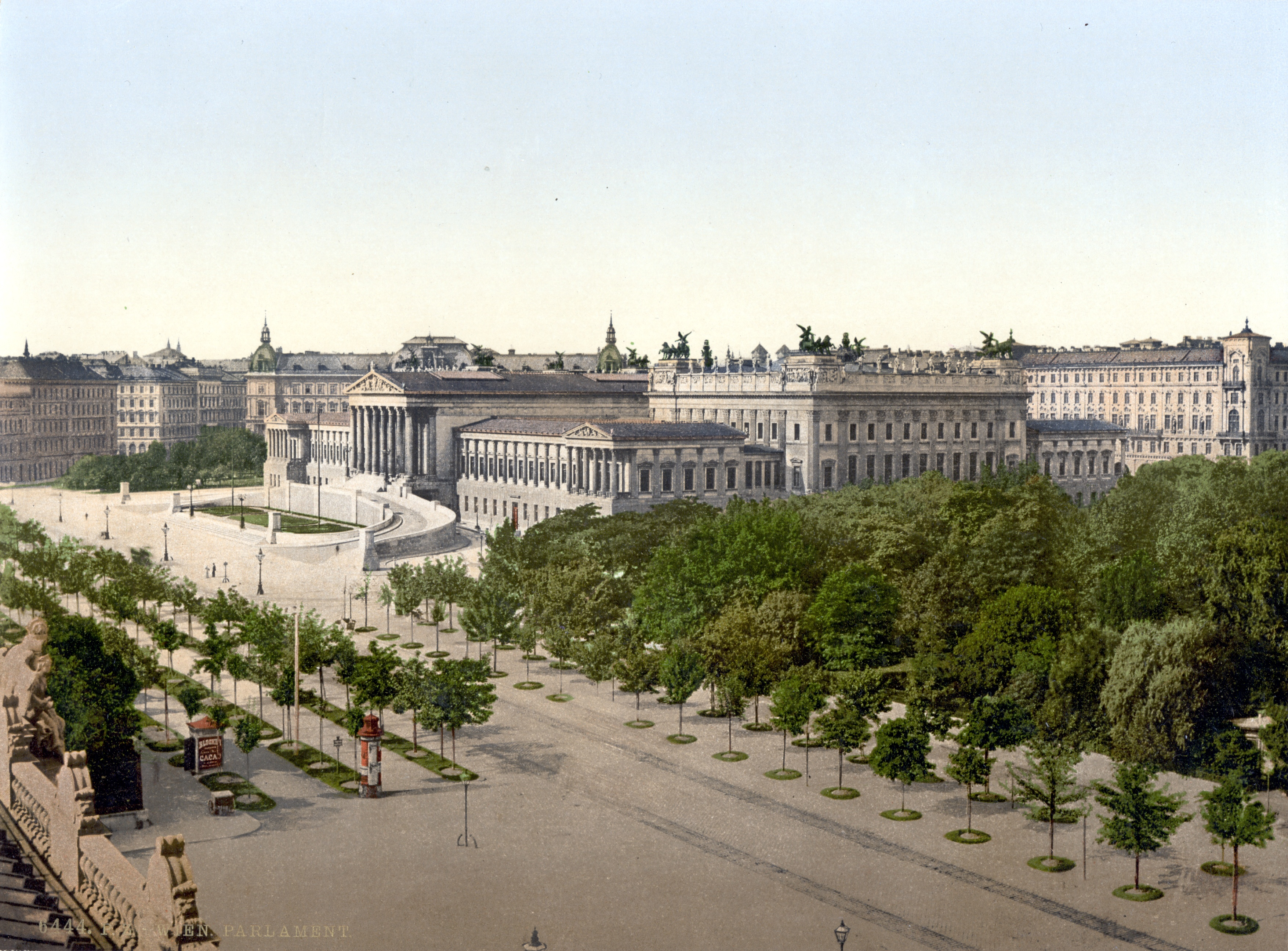

XI kadencja austriackiej Rady Państwa – jedenasta kadencja austriackiego parlamentu, Rady Państwa, odbywająca się w latach 1907–1911 w Wiedniu.
Odbyły się trzy sesje parlamentu:
- XVIII sesja (17 czerwca 1907 – 4 lutego 1909)
- XIX sesja (10 marca 1909 – 11 lipca 1909)
- XX sesja (20 października 1909 – 20 marca 1911)

W 1907 wprowadzono reformę Rady Państwa –  zwiększono liczbę posłów do 516, jak również zniesiono system kurialny, wprowadzając zasadę wyborów równych. Duże kontrowersje budził jednak podział kraju na okręgi wyborcze i liczba przypisanych do nich mandatów. Niemcy domagali się, by przyznać im liczbę mandatów proporcjonalną do ich udziału w podatkach stanowiących dochód budżetu państwa (63% podatków, podczas gdy stanowili ok. 35% ludności). W efekcie, choć stosowano na ogół proporcje zaludnienia, pewne uprzywilejowanie zdobyli m.in. Niemcy, oraz Polacy w Galicji.